# Platja de l'Alfacada

La platja de l'Alfacada, o platja de Migjorn, és una platja natural del municipi de Sant Jaume d'Enveja (Montsià), situada al Parc Natural del Delta de l'Ebre. Està delimitada a l'extrem dret amb el canal de l'estany de l'Alfacada, que la separa de la platja del Serrallo, i a l'extrem esquerre amb la desembocadura de la Gola de Migjorn, que la separa de la platja de Buda. Orientada al sud-est, té una longitud de 2.757 metres i una amplada mitjana de 111 metres, formada per sorra fina i mitjana, amb un pendent d'entrada a l'aigua moderat. En el rereplatja es troba una zona dunar, darrere la qual hi ha l'Estany de l'Alfacada, i més enllà arrossars. S'hi practica el nudisme. Disposa de zona d'aparcament, bar-restaurant, dutxes i lavabos portàtils.

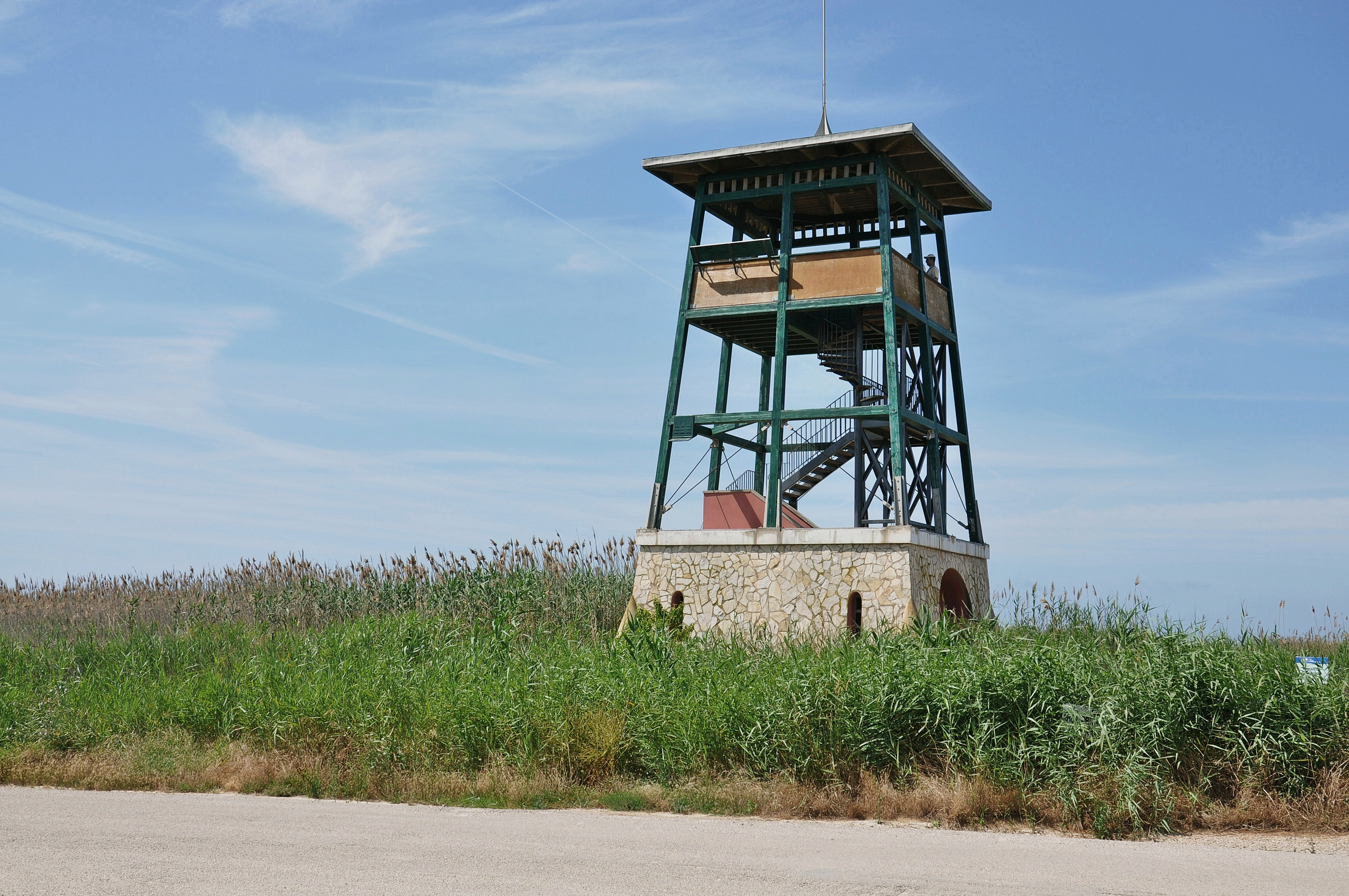
Mirador del Migjorn

Prop de l'extrem esquerre hi ha el mirador del Migjorn, des del que es pot observar l'Estany de l'Alfacada i l'illa de Buda, així com les nombroses colònies d'aus que habiten la zona.
L'Agència Catalana de l'Aigua efectua un control setmanal de la qualitat de l'aigua, durant la temporada de bany, amb el resultat d'excel·lent.